# Barclay Vincent Head
Barclay Vincent Head, född 1844, död 1914, var en brittisk numismatiker.
Head var chef för British Museums myntkabinett 1893-1906. Hans verksamhet faller inom den grekiska numismatiken, där han med History of the coinagage of Syracuse (1874) bröt nya banor i riktning mot ett mera direkt historiskt utnyttjande av mynten. Hans huvudverk är Historia numorum, a manual of Greek numismatics (1887, 2:a upplagan 1911).

## Fotnoter
1. 1 2  Bruno Delmas & Rémi Mathis (red.), Annuaire prosopographique : la France savante, CTHS person-ID: 115457, läst: 9 oktober 2017.[källa från Wikidata]
2. ↑  Dictionary of Art Historians, Dictionary of Art Historians-ID: headb, läst: 23 april 2022.[källa från Wikidata]